# Кінах Анатолій Кирилович
Анатолій Кирилович Кінах (нар. 4 серпня 1954, Братушани, Молдавська РСР) — український політик, бізнесмен, державний діяч, прем'єр-міністр України (2001–2002), Перший віце-прем'єр-міністр України (1999), Віце-прем'єр-міністр України з питань промислової політики (1995–1996), Міністр економіки України (2007), Секретар РНБО України (2005–2006).
Голова Партії промисловців і підприємців України, президент Українського союзу промисловців і підприємців, Голова ради МКПП, Голова Національної тристоронньої соціально-економічної ради.

## Життєпис
Закінчив Ленінградський кораблебудівний інститут 1978 року за спеціальністю інженер-суднобудівник.
1978—1981 — докмайстер 7-го військового заводу, Таллінн.
1981—1992 — майстер, заступник начальника, начальник виробничо-диспетчерського відділу заводу «Океан», Миколаїв.
1990—1992 — народний депутат України 12(1) скликання від Корабельного виборчого округу № 284 Миколаївської області. Член Комісії з питань економічної реформи і управління народним господарством (червень 1990 — червень 1992). Входив до Народної Ради. На час виборів: Суднобудівний завод «Океан», начальник виробничо-диспетчерського відділу, член КПРС. 1-й тур: на вибори прийшло 76,0 % виборців, за 31,2 %. 2-й тур: на вибори прийшло 66,0 % виборців, за 59,9 %. 4 суперники (основний — В. К. Новожилов, народився 1949 року, Миколаївський МК КПУ, 1-й секретар, 1-й тур — 27,2 %, 2 тур — 33,4 %).
1992—1994 — представник Президента України в Миколаївській області.
1994—1995 — голова Миколаївської обласної ради депутатів.
1995—1996 — віце-прем'єр-міністр України з питань промислової політики.
З 1996 року — президент Української спілки промисловців і підприємців.
Член Політради (1996—2000) і політвиконкому Народно-демократичної партії (1997—2000), заступник голови НДП з питань економічної політики (1998—2000).
З березня 1998 — Народний депутат України 3-го скликання від виборчого округу № 128 Миколаївської області. На вибори прийшло 61,7 % виборців, за 31,6 %, 20 суперників. Член фракції НДП (з травня 1998 року; з травня 1999 року — уповноважений представник). Голова Комітету з питань промислової політики (липень 1998 — лютий 2000), член Комітету з питань промислової політики і підприємництва (лютий — квітень 2000), член Комітету з питань економічної політики, управління народним господарством, власності та інвестицій (з квітня 2000). Склав депутатські повноваження 4 жовтня 2001.
1999 — перший віце-прем'єр-міністр України.
Від 2000 року — голова Партії промисловців і підприємців України.
У 2001—2002 роках — Прем'єр-міністр України.
2002 року обраний народним депутатом України 4-го скликання від блоку «За єдину Україну!», № 2 у списку. На час виборів: Прем'єр-міністр України, член ПППУ. Зняв кандидатуру.
2004 — кандидат на пост президента України. У першому турі посів 6 місце. У другому турі підтримав Віктора Ющенка. Один із лідерів Помаранчевої революції.
4 лютого 2005 року призначений на пост першого віце-прем'єр-міністра України.
Народний депутат України 5-го скликання з квітня 2006 по квітень 2007 від Блоку «Наша Україна», № 2 у списку. На час виборів: Секретар Ради національної безпеки і оборони України, член ПППУ. Член фракції Блоку «Наша Україна» (з квітня 2006). Голова Комітету з питань національної безпеки і оборони (з липня 2006).
У 2007 році потрапив у центр скандалу, який став причиною початку в Україні парламентської кризи. Причиною став перехід депутатів із фракції «Наша Україна» в Партію регіонів. Серед так званих тушок був і Анатолій Кінах. Після цього 21 березня 2007 року Анатолія Кінаха призначено міністром економіки України в уряді Януковича. Подальша парламентська криза стала причиною розпуску Віктором Ющенком Верховної Ради України.
Народний депутат України 6-го скликання з листопада 2007 по грудень 2012 від Партії регіонів, № 53 в списку. На час виборів: Міністр економіки України, безпартійний. Член фракції Партії регіонів (з листопада 2007). Член Комітету з питань національної безпеки і оборони (з грудня 2007), голова підкомітету з питань оборонно-промислового комплексу та військово-технічного співробітництва (з лютого 2008).
10 жовтня 2008 року вступив до Партії регіонів.
Народний депутат України 7-го скликання з грудня 2012 від Партії регіонів, № 59 у списку. На час виборів: народний депутат України, член ПР. Член фракції Партії регіонів (з грудня 2012). Перший заступник голови Комітету з питань національної безпеки і оборони (з грудня 2012).
Один із 148 депутатів Верховної Ради України, які підписали звернення до Сейму Республіки Польща з проханням визнати геноцидом поляків події національно-визвольної війни України 1942—1944 років. Цей крок перший Президент України Леонід Кравчук кваліфікував як національну зраду.
16 січня 2014 року голосував за закони, які суперечать Конституції України, Конвенції про захист прав людини і основоположних свобод, прямо суперечать зобов'язанням і обов'язкам України як члена ООН, Ради Європи та ОБСЄ.
На парламентських виборах в Україні 2014 року балотується за одномандатним округом № 127 (Миколаївська область), як самовисуванець.
22 серпня 2021 року, Указом Президента України був призначений Головою Національної тристоронньої соціально-економічної ради.
Співпрацює з журналом «Інтелектуальна власність».

## Статки
Станом на березень 2015, власник 90 % ТРЦ «Подоляни» (Тернопіль).

## Родина
- Дружина: Марина Володимирівна (1960) — журналіст.
  - Дочки: Наталія Ковалко, Зоя (1984), Софія (2000). Дві старші - від іншого шлюбу дружини). [24] Старша Наталія Ковалко (Чаусова) (1980 р.н.) - юристка, кандидатка юридичних наук. Середня дочка Зоя Кінах-Кузьменко (Чаусова) (1984 р.н.) - лінгвістка, вивчає мови. Молодша Софійка (2000 р.н..) - школярка. Дві онучки Маша і Женя і внуки Михайло 2012 р.н.[25] і Веніамін.

## Звання
- Військове звання — полковник.
- Державний службовець 1-го рангу (квітень 1994)[26].

## Державні нагороди
- Орден князя Ярослава Мудрого IV ст. (18 січня 2007)[27], V ст. (4 серпня 2004)[28]
- Орден «За заслуги» III ст. (23 серпня 2011)[29]
- Відзнака Президента України — ювілейна медаль «25 років незалежності України» (2016).[30]
- Почесний професор Чорноморського державного університету імені Петра Могили.[31].